# Zmatek nad zmatek
Zmatek nad zmatek (1889, Sans dessus dessous) je vědeckofantastický román francouzského spisovatele Julesa Verna z jeho cyklu Podivuhodné cesty (Les Voyages extraordinaires).

## Obsah románu

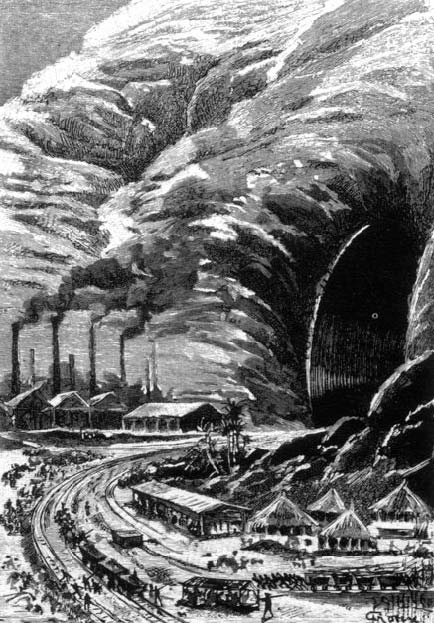
Zmatek nad zmatek, původní ilustrace Georga Rouxe.

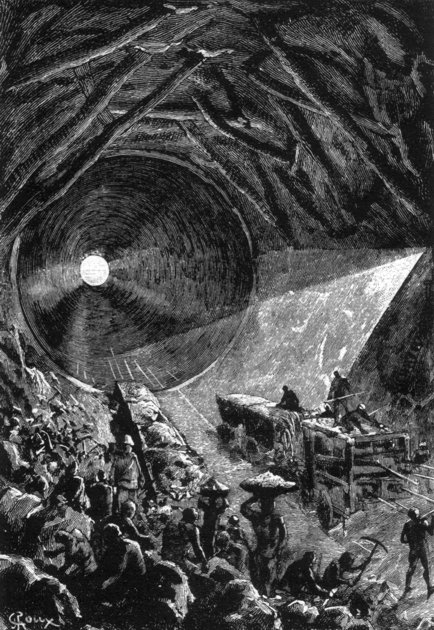
Zmatek nad zmatek, původní ilustrace Georga Rouxe.

V satirickém románu, přecházejícím místy až v grotesku, vyslovil Verne soud nad lidskou hamižností, která se v honbě za ziskem nezastaví před ničím. Popisuje šílený nápad „Společnosti pro praktické využití severního pólu“ posunout vystřelením obrovského náboje z gigantického děla zemskou osu. Tím by se na celé Zemi změnily klimatické podmínky, severské ledovce by roztály a společnosti by se otevřela cesta k získání bohatství prostřednictvím těžby nerostného bohatství v obrovských ložiscích ukrytých doposud pod věčným ledem Arktidy. Tato ložiska se stala pomocí různých machinací majetkem původně vědecké, ale nyní již akciové společnosti.
Duchovním otcem projektu na posun zemské osy a na zásadní změnu klimatu Země byl doživotní tajemník amerického Gun Clubu z Baltimore J. T. Maston, spolutvůrce měsíčního děla Kolumbiady, kterého známe již z Vernova románu Ze Země na Měsíc (1865, De la Terre a la Lune). Po dokončení výpočtů zahájil předseda Gun Clubu Impey Barbicane a jeho spolupracovník kapitán Nicholl (rovněž postavy Vernových „měsíčních“ románů) kroky k tomu, aby bylo možno posunutí zemské osy realizovat výstřelem z děla, vybudovaného pod Kilimandžárem. Podle Mastonových výpočtů by měla střela o váze 180 000 tun, vypálená pomocí 2 000 tun výbušniny zvané mišmašit z „děla miliónkrát většího než je obvyklá sedmadvacítka“ a umístěného na úpatí Kilimandžára, posunout zemskou osu tak, že ztratí svůj sklon vůči rovině ekliptiky.
Projekt, který co do velkorysosti cíle neměl v dějinách techniky obdoby, zahájil Gun Club na území sultána Bali-Baliho v oblasti Wamasai ve východní části střední Afriky. Černošský monarcha byl od prvopočátku projektu příznivě nakloněn, neboť s velkým zájmem sledoval už průběh pokusu s dělem Kolumbiadou a měsíční střelou. Sultán prodal Kilimandžáro „Společnosti pro praktické využití severního pólu“ za částku tří set tisíc dolarů. V ceně byli i otroci, nutní k zhotovení děla. Dalším důvodem pro výběr místa stavby byla jeho odlehlost (dělo se budovalo v podmínkách přísné konspirace) a také existence místních ložisek uhlí a železné rudy, které zlevnily a usnadnily stavbu. Pro vytvoření děla bylo nutno vyvrtat tunel 600 metrů dlouhý a 27 metrů široký. Lopotily se tu tisíce černých otroků, jimž hrozil trest smrti. Vnitřek tunelu byl pak vyložen hladkými ocelovými deskami. Souběžně se stavbou tunelu probíhala výroba střely. Skládala se z částí, které měly být postupně dopraveny k ústí děla, zde naplněny mišmašitem a sestaveny do kompaktního náboje (ten dosáhl po zkompletování i s mišmašitovou náloží délky 105 metrů). K výrobě bylo třeba 400 000 tun železné rudy, 70 000 tun vápence a 400 000 tun uhlí, jež bylo třeba nejdřív přeměnit ve 280 000 tun koksu. Do provozu proto bylo uvedeno deset třicetimetrových vysokých pecí o kapacitě 180 tun denně. Na třetím odděleném pracovišti se vyráběl mišmašit. Zde byl stupeň utajení tak vysoký, že do poslední chvíle nikdo kromě J. T. Mastona neznal přesné složení výbušniny.
Konečně bylo vše hotovo a kapitán Nicholl přes protesty z celého světa střelu odpálil. Očekávaný efekt se však nedostavil. Výstřel z děla posunul zemskou osu o tři tisíciny milimetru a hladina moře se po výstřelu změnila o devět milióntin milimetru. Pozdější vyšetřování prokázalo, že J. T. Maston se při výpočtech osudně zmýlil a že k zásadnímu posunutí zemské osy by bylo třeba biliónu takových děl. K chybě došlo tím, že na počátku výpočtů byl při zapisování údaje označujícího obvod Země v metrech po napsání číslic 40 000 vyrušen a pak zapomněl připsat ještě tři nuly. Verne v závěru knihy vydává celý podnik i jeho strůjce v posměch světové veřejnosti.

## Ilustrace
Knihu Zmatek nad zmatek ilustroval George Roux.

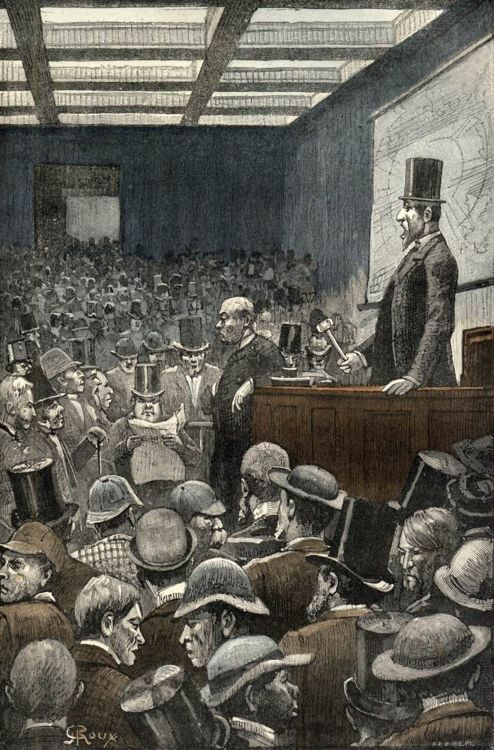
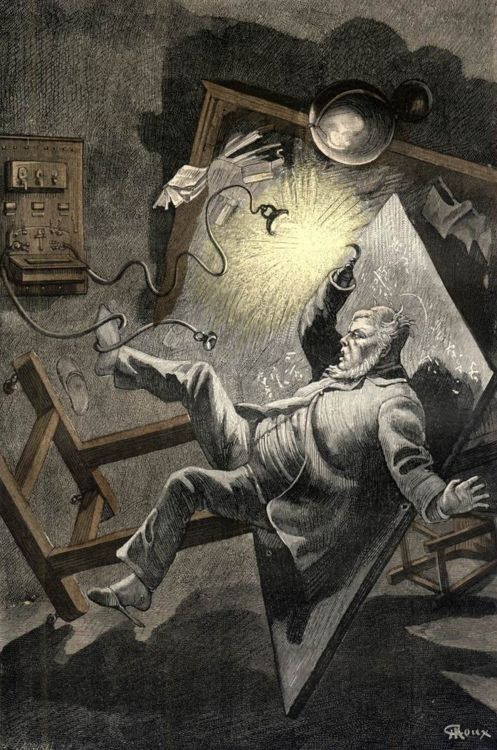
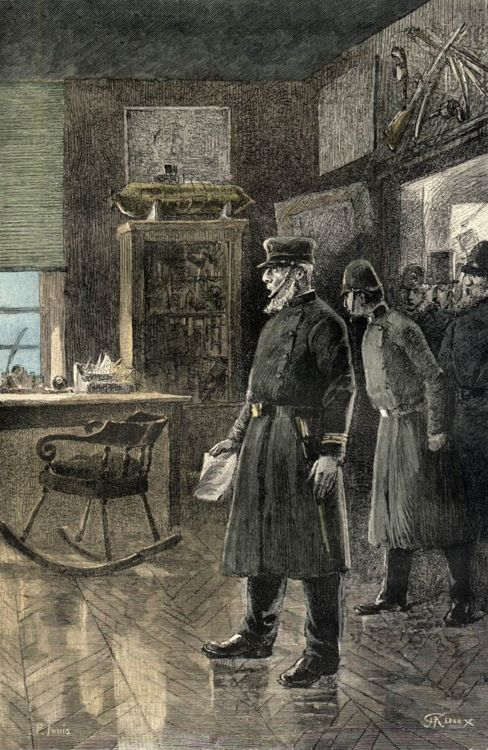
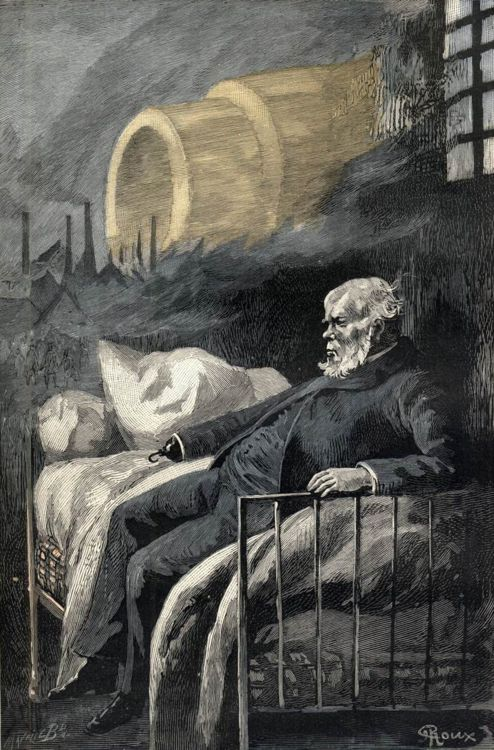
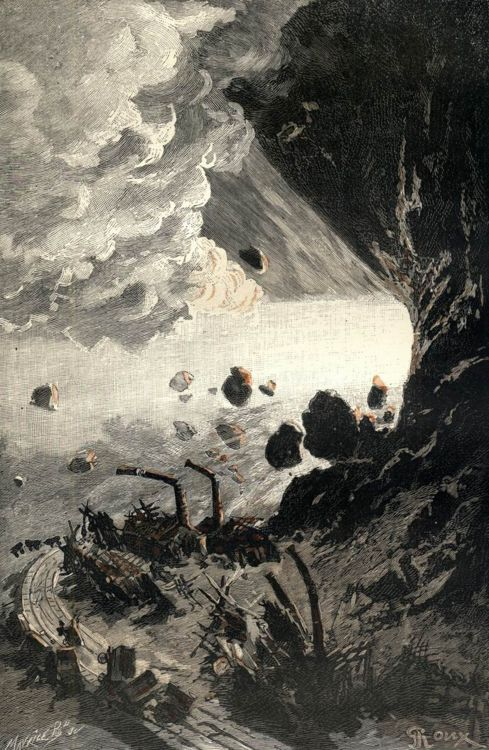

## Česká vydání
- Zmatek nad zmatek, Josef R. Vilímek, Praha 1896, přeložil Bedřich Fricke,
- Zmatek nad zmatek, Bedřich Kočí, Praha 1911, přeložil J. Horký a K. Žert,
- Zmatek nad zmatek, J. R. Vilímek, Praha 1931, přeložil Bedřich Fricke,
- Zmatek nad zmatek, Mladá fronta, Praha 1957, přeložil Bohumil Franěk,
- Zmatek nad zmatek, SNDK, Praha 1964, přeložila Jitka Křesálková,
- Zmatek nad zmatek, Návrat, Brno 2000, přeložil Bedřich Fricke, znovu 2010.
- Zmatek nad zmatek, Omega, Praha roku 2016, přeložil Bedřich Fricke.
- Zmatek nad zmatek, Nakladatelství Josef Vybíral, Žalkovice 2022.